# Luminance
M/Y Luminance är en megayacht tillverkad av Lürssen i Bremen i Tyskland. Hon sjösattes i februari 2023 och levererades i januari 2024 till den ukrainske oligarken Rinat Achmetov när denne var i Kristiansand i Norge.
Hon designades exteriört av Espen Øino medan interiören designades av Zuretti Design. Den är 145 meter lång och har en kapacitet på 40 passagerare fördelat på 20 hytter. Megayachten har också en besättning på 24 besättningsmän.